# Котовиді
Котовиді, або котоподібні (Felimorpha, або Feloidei, Feliformia) — надродинний таксон ссавців, підряд зі складу ряду хижих (Carnivora, seu Caniformes). Є ряд морфологічних і біохімічних особливостей, які характеризують цю кладу. Серед найважливіших характеристик, що визначають котовидих, є двокамерні слухові булли. У котовидих є дві кістки (барабанна і внутрішньобарабанна), які об'єднуються, щоб сформувати буллу з перегородкою, що розділяє дві отримані камери. На відміну від них, псовиді мають слухову буллу, що складається з одної внутрішньобарабанної кістки.

## Склад підряду
Підряд Котовиді включає 7 сучасних родин:
- Котові (Felidae, ≈ 40 сучасних видів)
- Лінзангові (Prionodontidae, 2 види)
- Гієнові (Hyaenidae, 5 видів)
- Мангустові (Herpestidae, 35 видів)
- Віверові (Viverridae, 36 видів)
- Нандінієві (Nandiniidae) (1 вид — Нандінія пальмова)
- Фаланукові (Eupleridae, 7 видів)

Сюди відносять також 5 вимерлих родин:
- †Palaeogalidae
- †Барбурофеліди (Barbourofelidae)
- †Німравіди (Nimravidae)
- †Перкрокутіди (Percrocutidae)
- †Lophocyonidae

Філогенетичне древо підряду Feliformia:

|  | Гієнові (Hyaenidae)                                                                  |
|  |                                                                                      |
|  | \| \| Мангустові (Herpestidae) \| \| \| \| \| \| Фаланукові (Eupleridae) \| \| \| \| |
|  |                                                                                      |
|  | Мангустові (Herpestidae)                                                             |
|  |                                                                                      |
|  | Фаланукові (Eupleridae)                                                              |
|  |                                                                                      |

|  | Мангустові (Herpestidae) |
|  |                          |
|  | Фаланукові (Eupleridae)  |
|  |                          |

|  | Гієнові (Hyaenidae)                                                                  |
|  |                                                                                      |
|  | \| \| Мангустові (Herpestidae) \| \| \| \| \| \| Фаланукові (Eupleridae) \| \| \| \| |
|  |                                                                                      |
|  | Мангустові (Herpestidae)                                                             |
|  |                                                                                      |
|  | Фаланукові (Eupleridae)                                                              |
|  |                                                                                      |

|  | Мангустові (Herpestidae) |
|  |                          |
|  | Фаланукові (Eupleridae)  |
|  |                          |

|  | Лінзангові (Prionodontidae) |
|  |                             |
|  | Котові (Felidae)            |
|  |                             |

|  | Гієнові (Hyaenidae)                                                                  |
|  |                                                                                      |
|  | \| \| Мангустові (Herpestidae) \| \| \| \| \| \| Фаланукові (Eupleridae) \| \| \| \| |
|  |                                                                                      |
|  | Мангустові (Herpestidae)                                                             |
|  |                                                                                      |
|  | Фаланукові (Eupleridae)                                                              |
|  |                                                                                      |

|  | Мангустові (Herpestidae) |
|  |                          |
|  | Фаланукові (Eupleridae)  |
|  |                          |

|  | Гієнові (Hyaenidae)                                                                  |
|  |                                                                                      |
|  | \| \| Мангустові (Herpestidae) \| \| \| \| \| \| Фаланукові (Eupleridae) \| \| \| \| |
|  |                                                                                      |
|  | Мангустові (Herpestidae)                                                             |
|  |                                                                                      |
|  | Фаланукові (Eupleridae)                                                              |
|  |                                                                                      |

|  | Мангустові (Herpestidae) |
|  |                          |
|  | Фаланукові (Eupleridae)  |
|  |                          |

|  | Лінзангові (Prionodontidae) |
|  |                             |
|  | Котові (Felidae)            |
|  |                             |

|  | Гієнові (Hyaenidae)                                                                  |
|  |                                                                                      |
|  | \| \| Мангустові (Herpestidae) \| \| \| \| \| \| Фаланукові (Eupleridae) \| \| \| \| |
|  |                                                                                      |
|  | Мангустові (Herpestidae)                                                             |
|  |                                                                                      |
|  | Фаланукові (Eupleridae)                                                              |
|  |                                                                                      |

|  | Мангустові (Herpestidae) |
|  |                          |
|  | Фаланукові (Eupleridae)  |
|  |                          |

|  | Гієнові (Hyaenidae)                                                                  |
|  |                                                                                      |
|  | \| \| Мангустові (Herpestidae) \| \| \| \| \| \| Фаланукові (Eupleridae) \| \| \| \| |
|  |                                                                                      |
|  | Мангустові (Herpestidae)                                                             |
|  |                                                                                      |
|  | Фаланукові (Eupleridae)                                                              |
|  |                                                                                      |

|  | Мангустові (Herpestidae) |
|  |                          |
|  | Фаланукові (Eupleridae)  |
|  |                          |

|  | Лінзангові (Prionodontidae) |
|  |                             |
|  | Котові (Felidae)            |
|  |                             |

|  | Гієнові (Hyaenidae)                                                                  |
|  |                                                                                      |
|  | \| \| Мангустові (Herpestidae) \| \| \| \| \| \| Фаланукові (Eupleridae) \| \| \| \| |
|  |                                                                                      |
|  | Мангустові (Herpestidae)                                                             |
|  |                                                                                      |
|  | Фаланукові (Eupleridae)                                                              |
|  |                                                                                      |

|  | Мангустові (Herpestidae) |
|  |                          |
|  | Фаланукові (Eupleridae)  |
|  |                          |

|  | Гієнові (Hyaenidae)                                                                  |
|  |                                                                                      |
|  | \| \| Мангустові (Herpestidae) \| \| \| \| \| \| Фаланукові (Eupleridae) \| \| \| \| |
|  |                                                                                      |
|  | Мангустові (Herpestidae)                                                             |
|  |                                                                                      |
|  | Фаланукові (Eupleridae)                                                              |
|  |                                                                                      |

|  | Мангустові (Herpestidae) |
|  |                          |
|  | Фаланукові (Eupleridae)  |
|  |                          |

|  | Лінзангові (Prionodontidae) |
|  |                             |
|  | Котові (Felidae)            |
|  |                             |

### Українська назва
Попри те, що для даного підряду інколи використовують назву Котоподібні, з точки зору називництва, вона не є правильною, оскільки назви підрядів повинні мати закінчення «-виді». Тому для цього таксона пропонується назва Котовиді.

## Типові представники

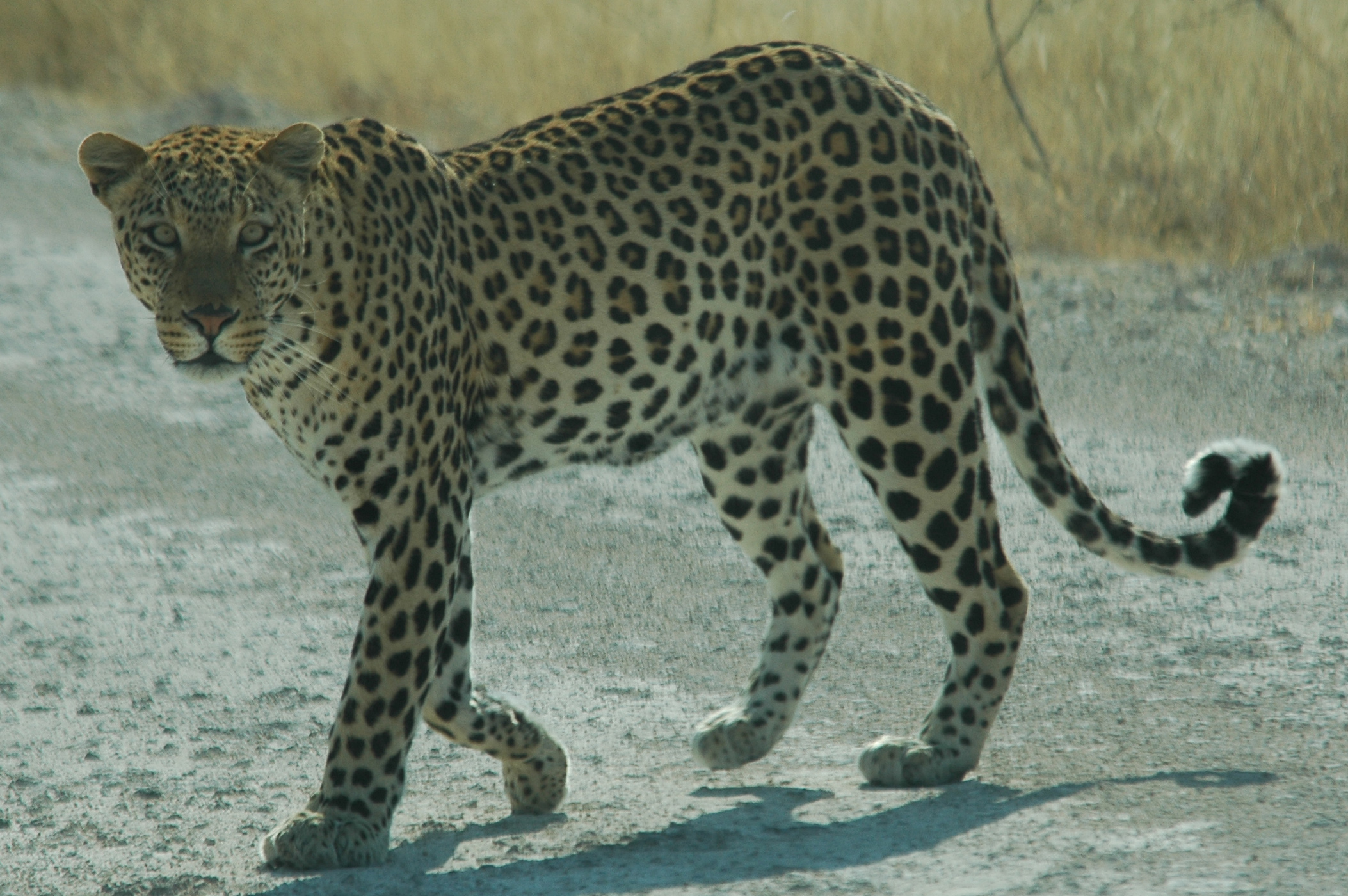
Котові: Пантера
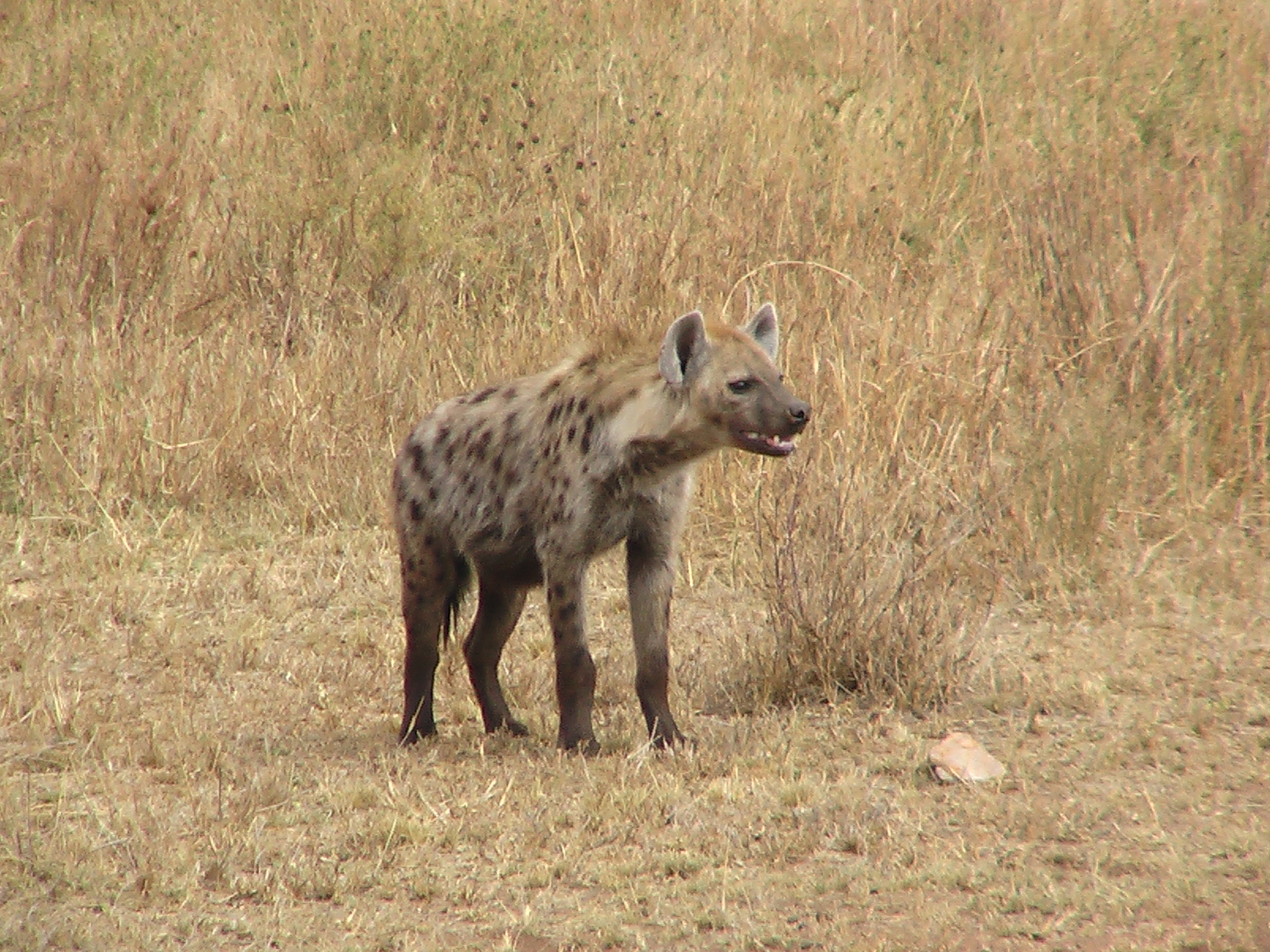
Гієнові: Гієна
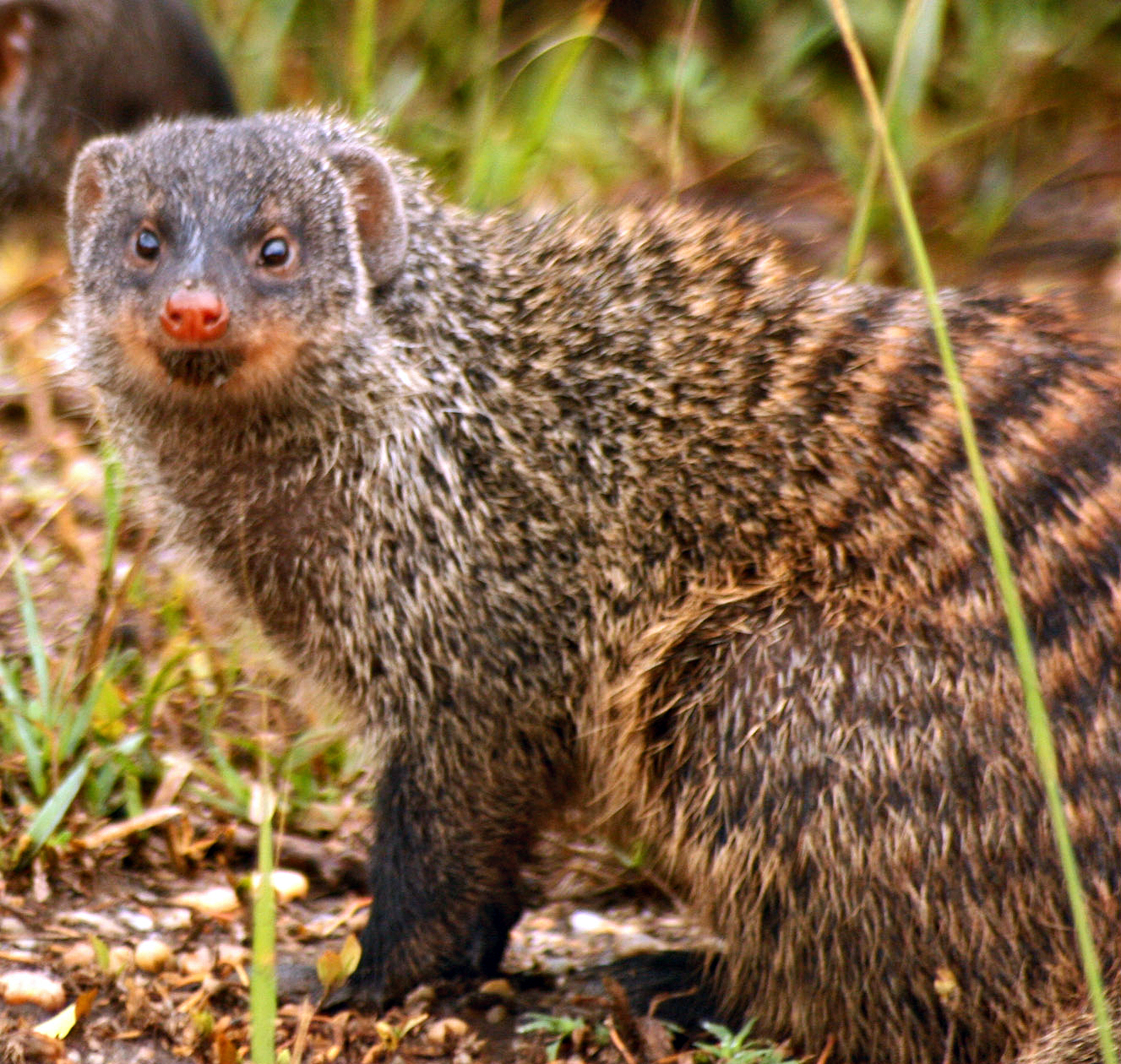
Мангустові: Мангуст
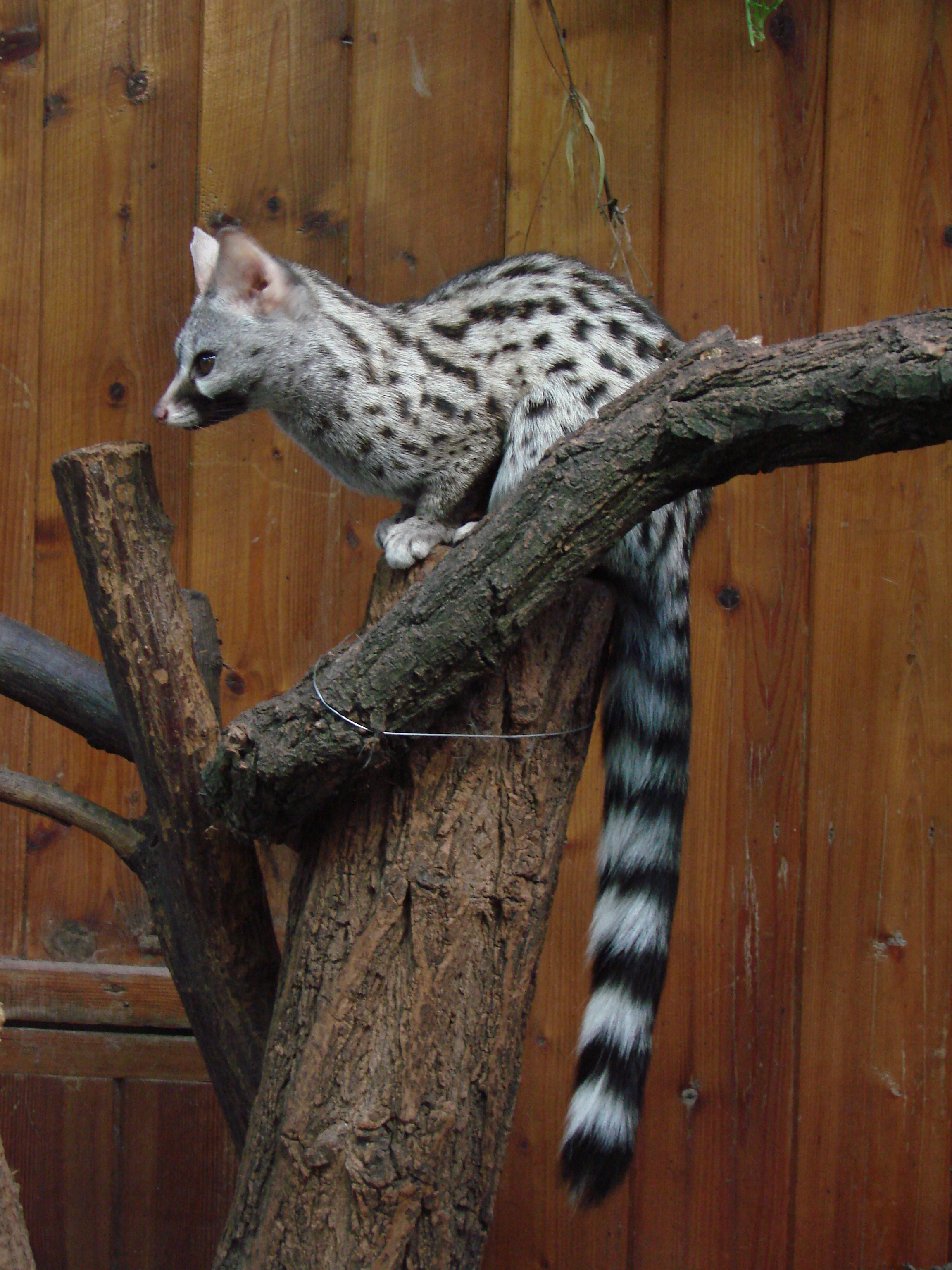
Віверові: Генета
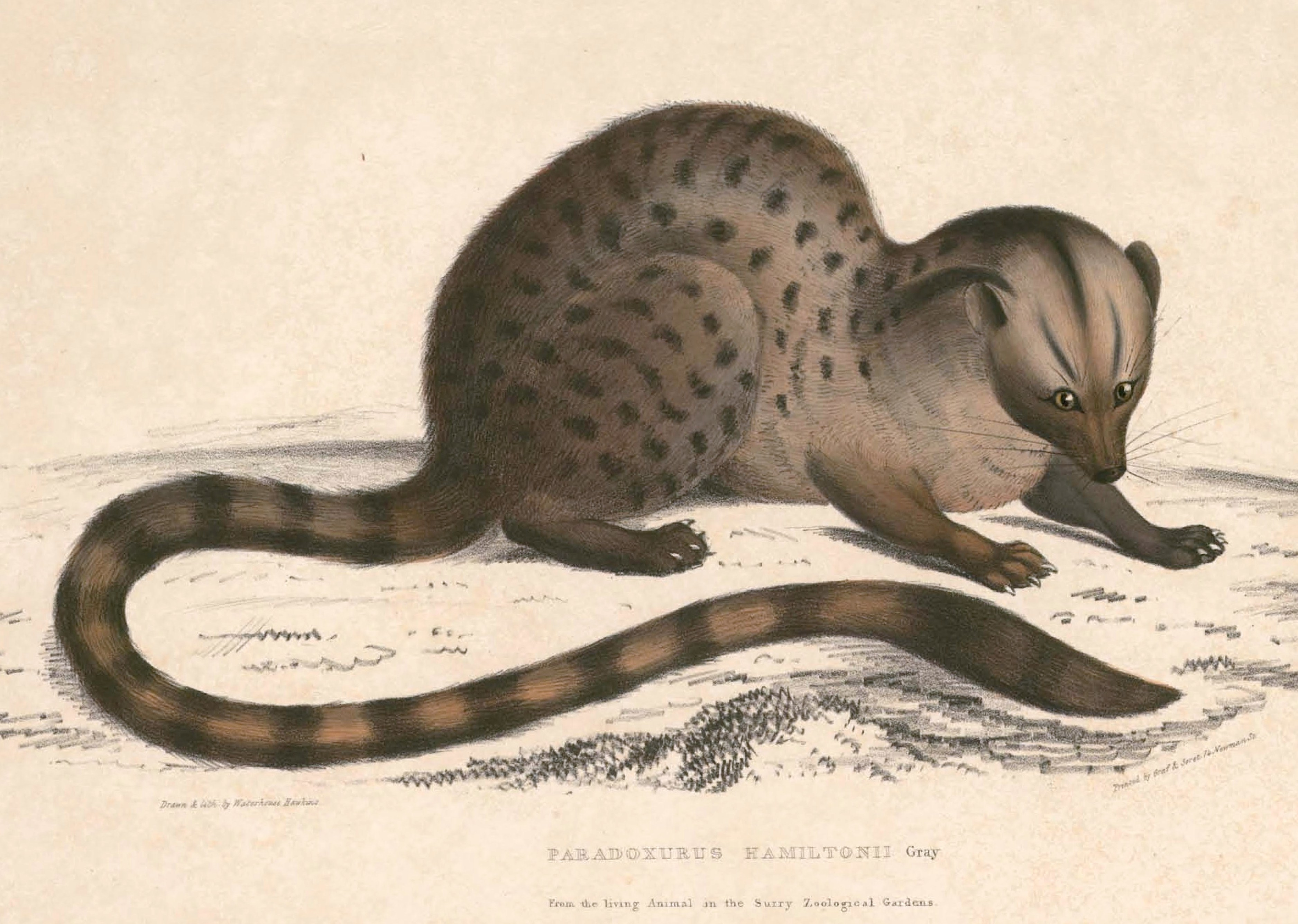
Нандінієві: Нандінія
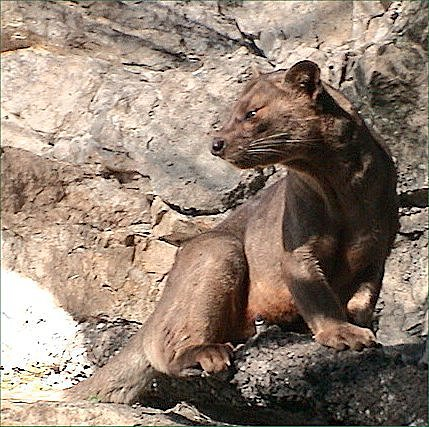
Фаланукові: Фоса

## Значення

### Значення у природі
Всі представники цього підряду є довершеними хижаками, які контролюють і регулюють чисельність багатьох видів диких тварин.

### Значення для людини

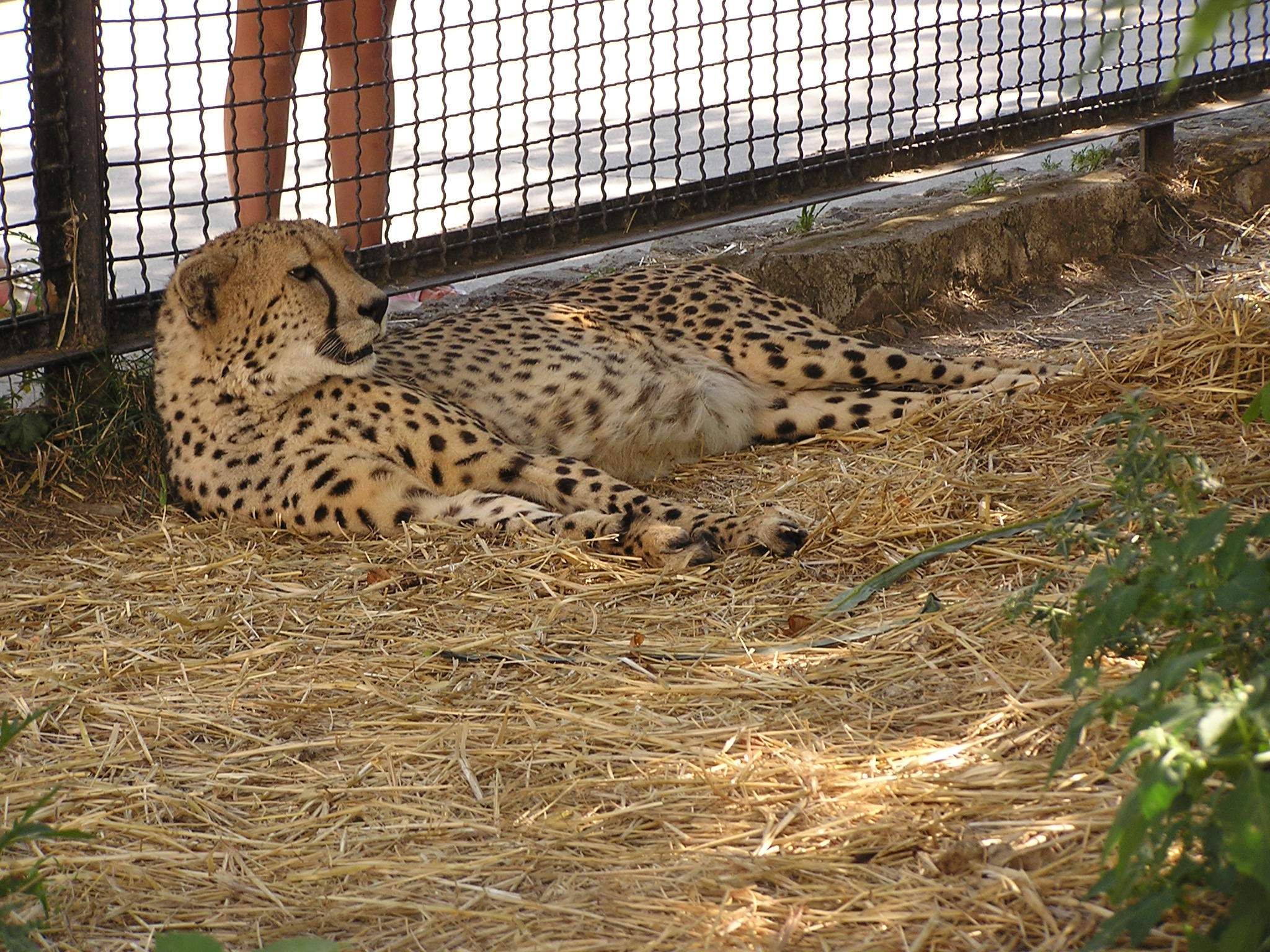
Гепард в Ялтинському зоопарку

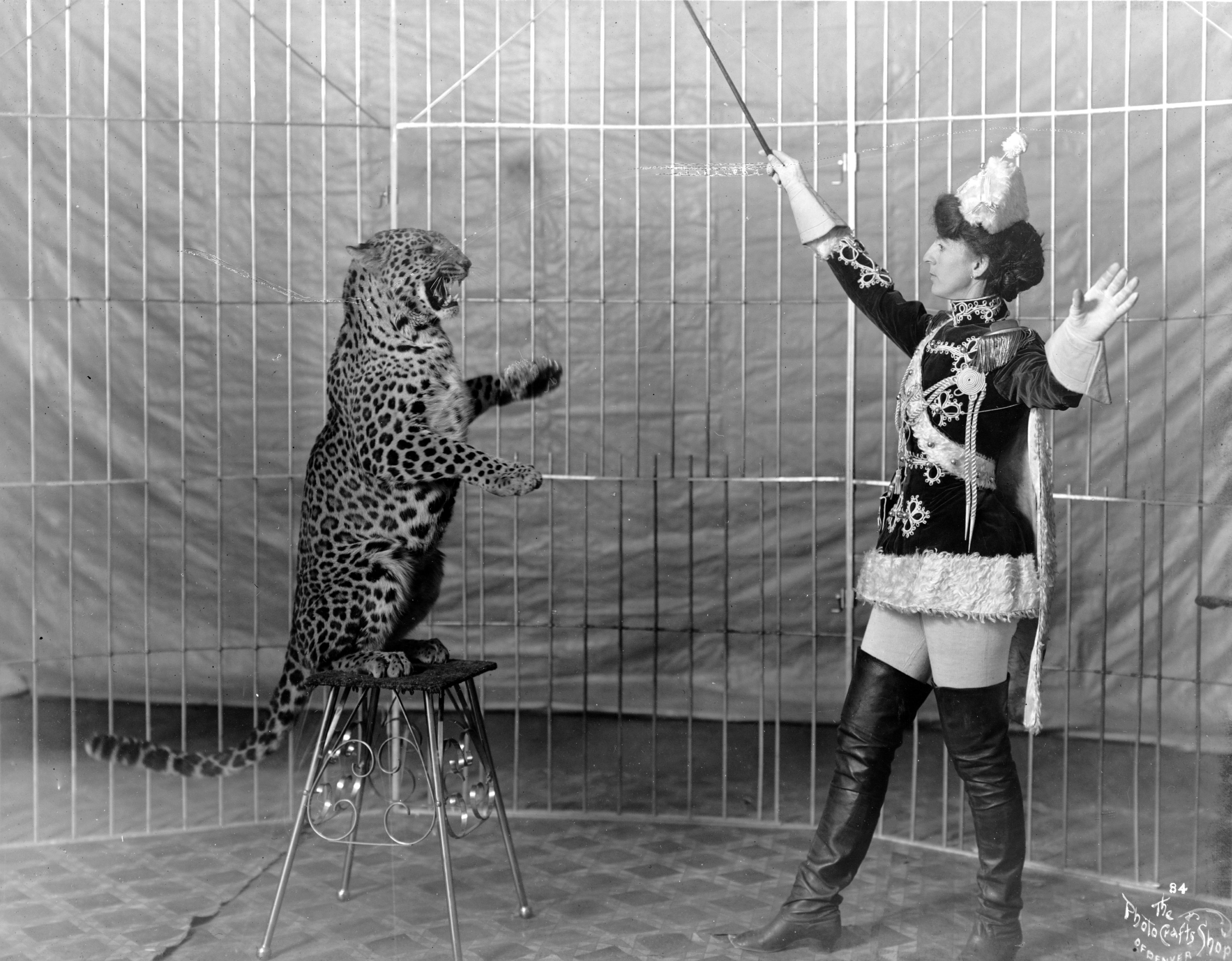
Дресирувальниця з пантерою, поч. 20 ст.

На даних щодо динаміки чисельності багатьох видів котовидих побудовано різноманітні моделі взаємин, загалом відомі як «модель  хижак—жертва», зокрема, модель Лотки—Вольтери.
Котовиді є дуже бажаними трофеями мисливців, які здобувають їх у природі з різною метою:
- заради самих трофеїв як стандартних експонатів (опудало, шкіра, череп),
- заради передачі у живі колекції (зоопарки, цирки, приватні колекції),
- заради специфічних мистецьких задач (кінозйомка, виготовлення медальйонів).

## Котовиді в Україні

### Дикі котовиді
У сучасній дикій фауні України котовиді представлені двома видами родини Felidae:
- рись євразійська
- кіт лісовий

Обидва ці види є рідкісними та внесені до Червоної книги України. Знахідки цих видів приурочені переважно до карпатського регіону та Полісся.

### Свійські котовиді
В Україні існує величезна популяція свійських котів. Її чисельність оцінюється у 20-30 мільйонів особин[джерело?]. Приблизно 1/3 котів живе в домашніх умовах, не маючи контакту з дикою природою. Серед бродячих свійських котів висока частка скажених тварин[джерело?].
У домашніх умовах також утримують котів лісових.
У часи Руси князі тримали «пардусів» — дарованих їм гепардів, яких використовували на полюваннях[джерело?].